# スタン・ゲッツ
スタン・ゲッツ（Stan Getz、1927年2月2日 - 1991年6月6日）は、アメリカ合衆国の白人サックス奏者。本名はスタンリー・ゲイツキー（Stanley Gayetzky）。
ペンシルヴァニア州出身。
ジャズのテナー･サックスのトップ･クラスに位置し、多くの名演で人気を博した。クールな演奏とキャラクターの反面、ドラッグ欲しさに盗みに入り、逮捕されたこともある。

## 来歴

### 生い立ち
1927年2月2日、ペンシルベニア州フィラデルフィアのハーレムでユダヤ系ウクライナ人移民の家庭に生まれた。弟ロバート（ボブ）が生まれる頃にはアメリカは不況時代のどん底で家庭の暮らしぶりは良くなかった。また1930年代・1940年代のユダヤ系アメリカ人の社会においては、懸命に働けば必ずその報酬はあるとし、結果として経済的にも社会的にも家族の地位が向上していくというのが重要な信条だったが、父・アルはそのような気質ではなかった。
スタンはずっとクラスでもトップに近い成績だった。そして1938年の秋、小学6年生の時に、試験の成績と知能指数の高さによって、特別優秀な生徒を集めたプログラムに編入された。スタンは自分だけがそんな特典を与えられることにたまらなく罪悪感を覚え、食事に関するこの思い出は生涯にわたって彼を苦しめることになった。
6歳を過ぎた頃から、スタンは楽器に惹きつけられた。ピアノを持つ友人の家を訪れた時、ピアノをまったく淀みなく、ラジオで聴いて耳で覚えた曲すべて完璧に演奏した。スタンはそれまで閉じこもりがちな内気な少年で、夢中になれる趣味をほとんど持たなかったので両親は喜んだ。
スタンは自分の楽器が欲しかったが、経済的事情で母に撥ねつけられていた。しかし1939年、スタンは母を説得し12歳にして初めての自分の楽器であるハーモニカを手にした。そして、たくさんのポピュラー曲やフォークソングを覚え、ブルースの音階をマスターした。夏の終りには、彼は自分の学校のコンサートで演奏するようにと声をかけられるまでになった。
ゲッツは、グループの誰よりも素早く楽譜を読むことができ、音楽に関しては写真記憶的な能力を備えていた。そして絶対的な音感と、正確なリズム感を持っていた。彼はずば抜けた音楽的才能を身につけていた。そしてなにより、彼は演奏することそのものを愛していた。何時間ぶっ続けに練習しても、愉しいという感覚が失われることはなかった。
父・アルは1940年2月16日、スタン13歳の時に中古のアルト・サックスを買ってあげた。サックスを初めて演奏した時の感動は、それ以前にはほとんど感じたことのなかったものだった。そこからスタンは「音楽小僧」になり、「1日に8時間」はサックスを練習した。バスルームに籠もって練習していたが、住居がとても密集していたので近所から静かにしろと怒鳴られていたが、かまわず演奏した。また母も積極的に支援した。
スタンは近所の音楽スクールで週一度のレッスンを受けた。スタンは他のサキソフォン（ソプラノ、テナー、バリトン）とその仲間であるクラリネットを習得することに夢中になった。そしてその中音域における豊かなサウンドを持つ、テナー・サックスがとりわけ好きになった。
1940年の夏、ゲッツはファゴットに興味を持った。ファゴットはサックスと同じリード楽器だが、二枚のリードの共振をコントロールしなければならないため、サックスよりずっと演奏するのが難しい。スタンは夏休みのあいだ、5ドルの保証金を入れてモンロー校からファゴットを借りだし、1月のオーディションでめでたく第2奏者のポジションを獲得した。
モンロー高校の生徒は8割がユダヤ人だったが、スタンの住む労働者階級の地域に属している者ははっきり少数派だった。多くの分野をカバーし、指導は素晴らしいものだった。最初の二学期、彼が単位取得のために取った6科目のうち3つは音楽で、理論とオーケストラとバンドだった。それらの科目の平均点は95点だった
彼は毎日をオーケストラのリハーサルで始めた。楽団員は100人を超えていた。モーツァルトやブルースや、その他のクラシックの巨匠の音楽を演奏した。スタンはオーケストラのメンバーから選抜された小グループに属しており、彼らはその卓越した技術でバンドを結成していた。ダンス音楽を演奏するこのグループは毎日午後遅くまで練習した。スタンの主任音楽教師でもあったオーケストラの指揮者は、スタンが才能に恵まれた熱心な生徒であることを見抜き、その優秀な弟子に長い時間を割いて、個人的な指導を無料で行った。
1941年の9月、音楽教師はスタンに、名高い全市高校選抜オーケストラのオーディションを受けるよう強く勧めた。彼はあっさりとオーデションに合格した。そしてニューヨーク・フィルハーモニックの学期団員たちの指導を受けるという特権を手にすることにもなった。フィルハーモニックは、世界的なファゴット奏者であるサイモン・コヴァールをスタンのペアにした。
この頃スタンはプロのサックス奏者として、同窓会のパーティや、日曜日のマンボ・マチネー、土曜の夜のダンス・パーティーや、バル・ミツバなど様々な場所で演奏していた。ギャラは平均して3ドルだった。渡せる限りの金を彼は両親に渡していたが、憧れのテナーサックスを買う資金は残していた。そして14歳の誕生日までに質の良い中古の楽器を買えるだけの金を貯めることができた。
テナーを手に入れて間もない頃、彼はのちにジャズトランペッターや作曲家、アレンジャーとして活躍するショーティ・ロジャースに出会った。その出会いによって二人の終生の友情が結ばれることになった。ロジャースはバンドで吹き始めて4ヶ月しかたってないのにこれだけ譜面を読み込め、これだけ吹けることに驚いた。
15歳になった1942年の2月には、スタンはリハーサルにコンサート、コヴァールやシャイナーやベッカーのレッスンに、ダンス・ホールやパーティに、ジャムセッションにと、とにかく楽器ケースを手に駆け回っていた。技術はほぼプロのレベルに近づいていた。彼はそのすべてを愛していた。しかし何より愛したのはホーンを用いて「思い浮かぶまま」に即興演奏することだった。

### プロのミュージシャンへ
1942年12月のある日、そんな一人が彼を「ローズランド・ボールルーム」に連れて行ってくれた。ディック・「スティンキー」・ロジャースのバンドのテストを受けるためだ。演奏をさっと聴いただけで、ロジャーズは彼に週給35ドルで食を提供しようと言った。学校をドロップアウト（中退）してフルタイムのミュージシャンになるため両親を説得し、彼はプロになることが出来た。それはまた彼がミュージシャンユニオン（音楽家組合）に入ることも意味しており、年齢を実際より2歳プラスする年齢詐称をした。しかし彼のバンドに参加して2週間ばかりたったある夜、無断欠席の生徒を調査する少年課係官が来て、即刻スタンを解雇されたしという命令書が下った。
1943年1月後半のある日の午後、ジャック・ティーガーデンのバンドでサックスを演奏している友人から「ノラでやってる俺たちのリハの楽団に欠員があるから」と誘われた。ティーガーデンのバンドは片っ端から徴兵されていき、いくら新人を採用しても追いつかない状態だった。スタンはサックスをうまく吹けるばかりではなく、徴兵されるまでにまだ3年余裕があることから、ティーガーデンの興味を惹いていた。ティーガーデンはメディアから「ビッグ・ティー」と呼ばれている大物アーティストで、ジャズ・トロンボーンの草分けであり、独自のスタイルを持つ歌手でもあった。スタンはティーガーデンの前で演奏し、週給70ドルの契約を結ぶことに成功する。
1ヶ月経った頃、再び少年課係員が待ち受けていた。そしてスタンをニューヨークのジェームズ・モンロー高校に送り返すように要求した。ティーガーデンによる少年課係員への長い説得の末、どうにかスタンはバンドに残れることになった。
ティーガーデンは楽器においても、また歌においても即興演奏の名手だった。また常に美しいメロディーを作り出し、そこには伝染性のあるスウィング感と、天然のリリシズムが付き添っていた。それは若いスタンに最も深い影響を与えた。
年間260本も仕事をこなし、そのたびに200マイルから300マイルを移動した中でスタンは多くのことを学んだ。ティーガーデンはほとんど絶え間なく音楽セミナーを開催していたからだ。そして若いミュージシャンたちを進んで後押しした。彼はしばしば特別な学習プロジェクトを立ち上げた。たとえば彼はピアニストのアート・テイタムの革新的な和声のアイデアに魅せられていた。そしてテイタムの最良のソロをレコードから一音一音楽譜に書き取り、それをスタンや他の若手楽団員たちと共に綿密に検証した。
ティーガーデンはスタンが音楽的に大きく成長する機会を与えた反面、悪い影響も与えた。「アルコール」である。ティーガーデンの飲み方は超弩級であり、彼の行くところどこにでも酒があった。そしてティーガーデンや他のメンバーも、スタンに酒を飲むことを奨めた。そしてスタンも、酒がストレスや移動の疲れを癒やしてくれることを発見した。それはまた彼に多幸感をもたらし、だんだんそれなしにはいられなくなった。1943年の夏には彼は毎晩のように泥酔する人間になっていた。しかし、酒浸りであったにもかかわらず、スタンの演奏の腕は向上していった。ティーガーデンもそれに気づいて、彼にときどき即興ソロの機会を与えるようになった。
1943年10月の初めにティーガーデンはスタンを連れて南カリフォルニアに住むことにした。スタンはそこがあっという間に気に入った。常に輝いている太陽と、ヤシの木と、広々としたオープンスペースは文字通り楽園に見えた。ここにずっと住んでいたいとスタンはすぐにそう思った。また、この頃から深刻な飲酒問題を抱えていた。
スタンはロサンジェルス近郊で、有能なビッグバンドのサイドマンとしての評価を上げていった。そしてスタン・ケントンのバンドのサキソフォン奏者が徴兵で取られてしまったため、週給25ドルで仕事をしないかというオファーが来た。彼は即座に引き受けた。豪勢な給料はスタン・ゲッツ家にとって安定を意味していた。ケントンはティーガーデンとは対照的で、酒をたしなみはしたが仕事中毒で、なによりアルコール中毒ではなかった（もっとも後年には両方になるのだが）。ケントンは即興演奏家としては特に傑出してはいなかった。彼の真の情熱は作曲と編曲にあった。
スタンがそのバンドに合流したのは1944年2月末のことだった。グループはロサンジェルスを離れて南フロリダに行こうとしていた。二十箇所に及ぶ軍の基地を慰問するためだ。いつものように彼は2日のうちに譜面をすべて暗記してしまった。
スタンは相変わらず「酒でハイに」なり続けていた。ほとんど毎晩のように、意識がなくなるまで飲んだ。また、バンド内のヘロインをやるグループにそそのかされて「ヘロイン」をやった。ヘロインによる幸福感、不安や恐怖がどこかに残らず消えてしまう状態になってしまった。そのあとに2週間、スタンは何度か同じ感覚を探し求めた。それからもっと効果を高めるため注射を試み、さらなる恍惚感を得た。そして一日それを抜かしたとき、ひどく体の調子が悪くなった。すでに彼は中毒になっていた。
スタンはミュージシャンとしては、ほとんどいつもどおり仕事を続けていけた。注射した後すぐにやってくる意識が朦朧とする時期があるが、やがてジャンキーはエネルギーに満ちた張り詰めた状態で目覚め、体が次の注射を求めるまではバリバリと仕事をこなした。。
ケントンからは学ぶべきものが殆どないとスタンは思い始め、ティーガーデンと一緒にいた日々を懐かしんだ。ゲッツはレスター・ヤングのプレイに、強い魅力を感じていた。そして1944年の夏のあいだに、彼の即興演奏の能力は飛躍的に向上した。彼はもっとソロをとらせてほしいとケントンに懇願し続けたが、ケントンは彼の意見を退けた。スタンの最初のレコーディングされたソロは、1944年12月19日の米軍放送で流された「I Know That You Know」で聞くことが出来る。。
そして1945年2月2日、スタンが「18歳」の誕生日を迎えたすぐ後、ケントンは彼を主席サキソフォン・ソロイストに指名した。1945年、スタン・ゲッツはケントンに、ヤングのコンセプトのいくつかを、バンドのアレンジメントに持ち込めないだろうかと持ちかけてみた。ヤングの音楽は単純すぎると言ってケントンが退けたとき、スタンの心は離れていった。1945年4月下旬にスタン・ゲッツは退団した。

### 戦後

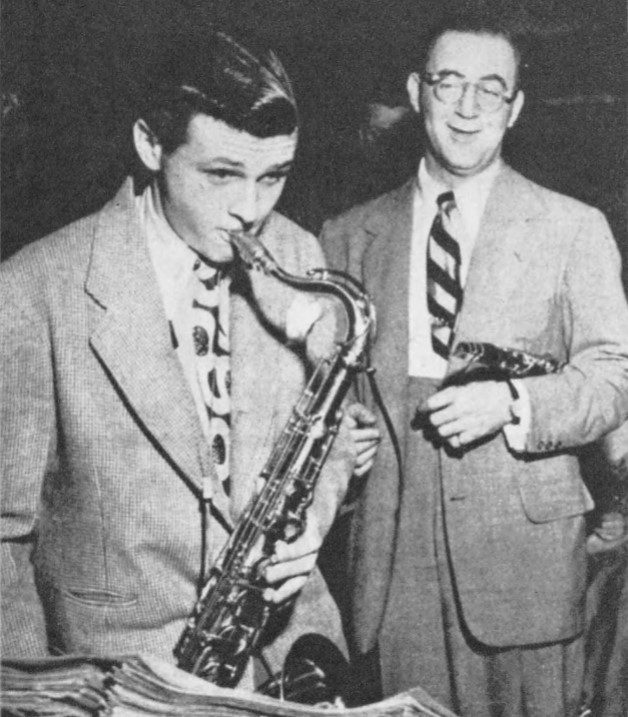
ゲッツとベニー・グッドマン（1946年頃）

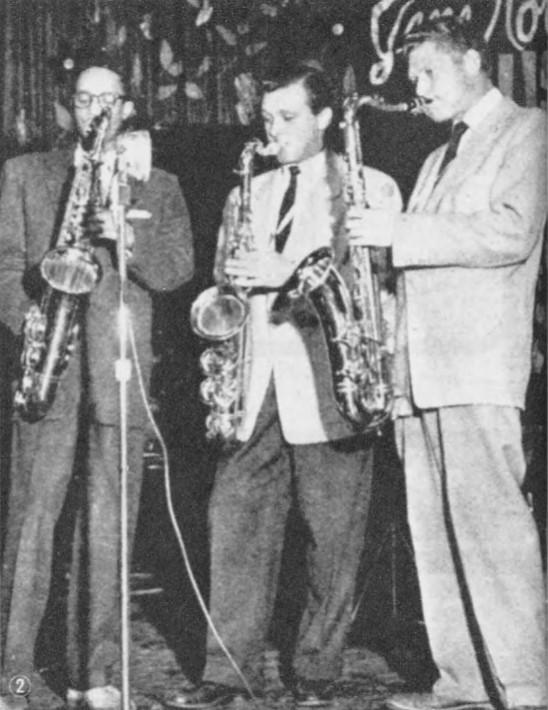
左からワーデル・グレイ、スタン・ゲッツ、ズート・シムズ（1950年代初め）

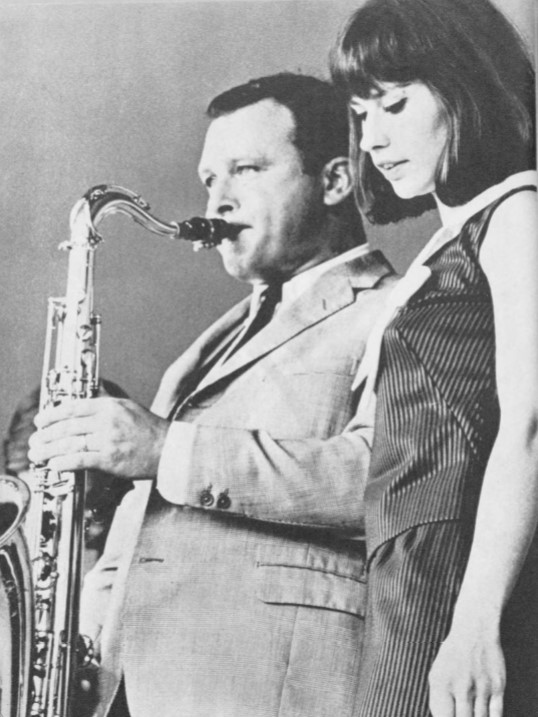
ゲッツとアストラッド・ジルベルト

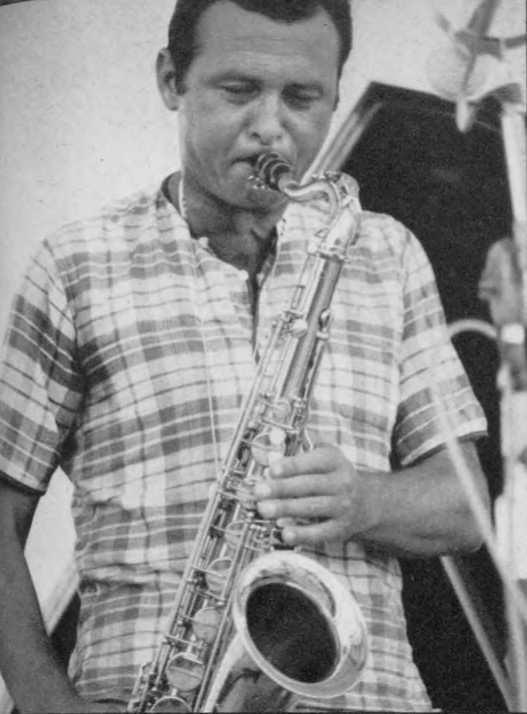
ニューポート・ジャズ・フェスティバルにて（1966年7月3日）

彼はジミー・ドーシー、ベニー・グッドマンの各楽団で活躍した。1940年代後半に、ウディ・ハーマン第二期モダン・オーケストラ（セカンド・ハード）における組曲「サマー・シーケンス」の最終章「アーリー・オータム」の名演を皮切りに、自身のクールな感性、叙情味あふれる表現力、クールさとテナー・サックス特有のウォームなトーンが融合したサウンドでクール・ジャズを代表するテナー・サックス奏者として知られるようになる。
1954年、麻薬中毒はひどくなり、注射用のモルヒネ欲しさに、シアトルの薬局で武装強盗未遂事件を起こし逮捕されてしまう。その後、彼はロサンゼルス郡南カリフォルニア大学医療センターへ収容された。
ヘロイン中毒で実刑判決を受け、半年間の服役生活を終えた後は北欧へと旅行をするが、その際北欧に魅せられたためか、スウェーデンへ移住し、北欧民謡を題材にした作品を制作するなど一時的ではあるがジャズから距離を置いていた。
1961年、帰国。
1962年、当時注目されていたブラジル音楽ボサノヴァを採り入れたアルバム『ジャズ・サンバ』をチャーリー・バードと共に録音。それによってジャズ界におけるボサノヴァ奏者として有名になった。ゲッツは、ジャズサンバの「デサフィナード」で1963年のグラミー賞を受賞した。100万枚以上を売り上げ、ゴールドディスクも授与された。同じく1962年に録音された彼の2番目のボサノヴァアルバムは、作曲家兼編曲家のゲイリーマクファーランドとのビッグバンド・ボサ・ノヴァの製作だった。ゲッツがボサノヴァアルバム第3弾として録音したジャズサンバアンコールは、ボサノヴァの創始者の一人であるブラジルのギタリスト、ルイス・ボンファとの共演だった。。また、1964年までに100万部以上を売り上げ、ゲッツに2枚目のゴールドディスクをプレゼントした。
また、アメリカを拠点とするブラジル人ギタリスト、ローリンド・アルメイダを迎えての共演作品もこの頃録音している。(リリースは1966年だった)
1963年3月、ジョアン・ジルベルト、アントニオ・カルロス・ジョビンと共に『ゲッツ/ジルベルト』を録音。翌年3月に発売された同アルバムはグラミー賞4部門を独占する大ヒットとなる。彼らはイパネマの娘でグラミー賞を受賞した。ゲッツ/ジルベルトは2つのグラミー賞（ベストアルバムとベストシングル）を獲得した。ライヴ・アルバム、ゲッツ/ジルベルトVol2、続いてGetz Au Go Go（1964）、Cafe au GoGoでのライヴ・レコーディングなども録音。また彼はジャズアルバムNobody Else But Me（1964）を、ヴィブラフォン奏者を含む新しいカルテットで録音した。
ヴァーヴ・レコードは、ボサノヴァでゲッツブランドを構築し続けることを望んだがゲッツは躊躇した。
1970年代になると、当時の流行であったクロスオーヴァーも取り入れ、1972年にはリターン・トゥ・フォーエヴァーのチック・コリアやスタンリー・クラーク、トニー・ウィリアムスを従えたアルバム『キャプテン・マーヴェル』を製作、発表した。この時代に彼は、エコー・プレックスをサックスに介して独特のサウンドを生み出す等、実験的なサウンドを試したりしていた。また、彼は映画「エクスタミネーター」（1980年）にカメオ出演した。
1980年代半ば、ゲッツはサンフランシスコベイエリアで定期的に働き、1986年に、彼はダウンビートジャズの殿堂入りした。ゲッツは、1988年までスタンフォード大学のジャズワークショップで、アーティスト・イン・レジデンスとしてジャズを教えた。
1988年には、ポップ･グループ、ヒューイ・ルイス&ザ・ニュースのアルバム『スモール・ワールド』にサックスのソロでゲスト演奏をしている。彼はタイトルトラックのパート2で長尺のソロを演奏した。
この戦後の活動時期に於いて、彼が選び、終生に渡り愛用したテナーサックスは、セルマー・マークVIだった。
1991年6月6日、麻薬に代わってアルコール依存に悩まされつつも演奏活動を続け、癌との闘病生活を続けた末、肝臓癌により亡くなった。享年64歳。
ドロシー・パーカーはかつて「フィッツジェラルドはどのようなつまらない小説でも、うまく書かないわけにはいかなかった」と評したことがあるが、それはおそらくスタン・ゲッツに関しても言えることではないかと言い、彼が手を触れた音楽には、それがたとえ比較的価値の劣る作品であったとしても、そこには必ず「スタン・ゲッツ」という刻印が明確に刻まれることになるとしている。また、スタンは「美への業」と称する特別な内的な力を持っており、その力は美しい芸術を産み出すための根源的なソースとなり、またあるときには持ち主の魂を鋭くついばむ永遠のデーモンとなり、このデーモンがスタン・ゲッツを追い詰め、苛んだと語っている。

## ディスコグラフィ
- Opus de Bop (Savoy, 1947 [1977])
- Groovin' High (Modern, 1948 [1956])
- The Brothers (album)|The Brothers (Prestige Records|Prestige, 1949 [1956]) with Zoot Sims
- Prezervation (Prestige, 1949–50 [1967])
- Stan Getz Quartets (Prestige, 1949–50 [1955])
- Early Stan (Prestige, 1949–1953 [1963])
- The Sound (Roost Records|Roost 1951–52 [1955])
- The Getz Age (Roost 1951–52 [1955])
- Stan Getz at Storyville Vol. 1 (Roost, 1951 [1955])
- Stan Getz at Storyville Vol. 2 (Roost, 1951 [1955])
- West Coast Live (album)|West Coast Live (Pacific Jazz Records|Pacific Jazz, 1953–54 [1997]) with Chet Baker
- Norman Granz' Jam Session #3 (Norgran Records|Norgran, 1953)
- Norman Granz' Jam Session #4 (Norgran, 1953)
- スタン・ゲッツ・プレイズ - Stan Getz Plays (Norgran, 1952 [1955])
- ジャズ・サンバ - Jazz Samba (Verve, 1962)
- ゲッツ/ジルベルト - Getz/Gilberto (Verve, 1963)

## 書籍
- ドナルド・L・マギン『スタン・ゲッツ 音楽を生きる』村上春樹訳、新潮社、2019年